# Opus (film)
Opus är en amerikansk skräck-dramafilm som hade premiär på Sundance Film Festival den 27 januari 2025 och som hade biopremiär i USA den 14 mars 2025. Filmen är regisserad av Mark Anthony Green efter ett manus skrivet av honom själv.

## Handling
Filmen kretsar kring en legendarisk popstjärna som försvann under mystiska omständigheter för 30 år sedan. När en ung författare bjuds in till sångarens avlägsna läger och inser bland sektmedlemmar och berusade journalister att en ondskefull plan är i görningen.

## Rollista (i urval)
- Ayo Edebiri – Ariel Ecton
- John Malkovich – Alfred Moretti
- Juliette Lewis – Clara Armstrong
- Murray Bartlett – Stan
- Amber Midthunder – Belle
- Stephanie Suganami – Emily
- Young Mazino – Kent
- Tatanka Means – Najee
- Tony Hale – Soledad Yusef